# 澤田太郎
澤田 太郎（さわだ たろう、1960年1月17日 - ）は、日本の実業家、第10代大丸松坂屋百貨店代表取締役社長、日本百貨店協会副会長。

## 来歴・人物
神戸市生まれ。1979年六甲学院中学校・高等学校卒業。大丸松坂屋百貨店と同業他社の阪急阪神百貨店会長の荒木直也は、中高で2学年上の先輩（33期）にあたる。
高校3年の時に共通一次試験が始まる直前の大学受験を経験し、1期校の第一志望校に不合格で、2期校の滋賀大学経済学部に合格した。予備校へ行って翌年にもう1度受験しようか迷ったものの、父親の勧めで進学した。彦根市芹橋二丁目に下宿しながら、長期休暇中は神戸市内の実家に帰省して、大丸神戸店でアルバイトをしていた。冬は同店の学生アルバイトの先輩の紹介で、妙高高原でのスキーを中心にした生活を送った。
就職活動にあたっては、父が勤務していた銀行、理系の人材が中心のメーカーは避け、商社や証券会社を中心に受験したが、就職先が決まらなかった。大学に相談したところ、まだ受験できた髙島屋と大丸、特に国公立大学出身者を優遇する大丸を勧められた。大丸梅田店が開業した1983年に滋賀大学を卒業し、大丸に入社した。配属先は大丸神戸店の紳士カジュアル売場。以降は、キャリアのほとんどをこの店舗で過ごす。
1986年に同じ神戸市出身の長沢昭が店長として赴任。博多大丸社長などを務めたが本人の強い希望で本社から現場に戻ったとのことで、澤田が尊敬する大先輩である。旧居留地の雰囲気を活かした周辺店舗の誘致に加え、本館そのものも改装が進められた。澤田も当時紳士服売場は若者向けの売場が無かったことに着目し、バイヤーとして、周辺店舗に移転した空きスペースに新たな売場を作った。
35歳の誕生日に迎えた阪神・淡路大震災で大丸神戸店は店舗の3分の2が崩落し、周辺店舗も「ポロ・ラルフローレン」の入居する「大興ビル」が崩壊するなど、大きな被害を受けた。しかし、大阪まで仕入れに行き、白とベージュの商品で統一した紳士服売り場を作り、4月8日の部分営業再開を迎えた。バーゲンや生活必需品ではなく、生活を彩ることだと主張した店長の森範二を尊敬する人物のもう一人に挙げる。
2011年大丸神戸店長。2012年大丸心斎橋店長。2018年J.フロント リテイリング取締役兼執行役常務経営戦略統括部長。2020年大丸松坂屋百貨店代表取締役社長。日本百貨店協会副会長。